# Rhododendron pemakoense
Rhododendron pemakoense là một loài thực vật có hoa trong họ Thạch nam. Loài này được Kingdon-Ward miêu tả khoa học đầu tiên năm 1930.